# Хилл, Джеффри
Джеффри Хилл (англ. Geoffrey Hill; 18 июня 1932, Бромсгроув, Вустершир — 30 июня 2016) — английский поэт, переводчик с французского и немецкого (Шарль Пеги, Пауль Целан, Анна Эбер), исследователь и преподаватель классической английской литературы.

## Биография
Закончил Оксфордский университет, преподавал в университетах Лидса, Бристоля, Кембриджа, с 1988 — преподаватель литературы и религии в Бостонском университете (США). В 2006 вернулся в Англию (Кембридж). Профессор поэзии Оксфордского университета (2010-15).
C 1987 женат на американской поэтессе, англиканском священнике Элис Гудмен (род. 1958), с 2006 она — капеллан Тринити-колледжа в Кембридже. У супругов есть дочь.

## Творчество
Как поэт дебютировал в 1952. Строгая по форме, до мучительности трудная, лапидарная по выражению метафизическая лирика развивает поэтику Д.Донна, У.Блейка, Д. М. Хопкинса, нередко строится на скрытой цитате, пастише и вместе с тем — особенно в поздних вещах — активно вбирает современный язык публичной сферы (реклама, массмедиа, политическая риторика). По характеристике Х.Блума (1986), Хилл — «самый сильный из ныне действующих британских поэтов».

## Произведения

### Стихи
- For the Unfallen (1958).
- King Log (1968).
- Mercian Hymns (1971).
- Tenebrae (1978).
- The Mystery of the Charity of Charles Péguy (1983).
- Canaan (1997).
- The Triumph of Love (1998).
- Speech! Speech! (2000).
- The Orchards of Syon (2002).
- Scenes from Comus (2005).
- A Treatise of Civil Power (2005, переизд. 2007).
- Without Title (2006).
- Selected Poems (2006)
- Oraclau | Oracles (2010)
- Clavics (2011)
- Odi Barbare (2012)
- Broken Hierarchies: Collected Poems 1952—2012 (2013)
- Al Tempo de' Tremuoti (в печати)
- Familiar Epistles (в печати)

### Эссе
- The Lords of Limit (1984)
- The Enemy’s Country (1991)
- Style and Faith (2003)
- A Matter of Timing// The Guardian, 2002, September 21 (автобиографическая проза)
- Collected Critical Writings (2008, премия Трумена Капоте за литературную критику, 2009)

## Публикации на русском языке
- Реквием по Плантагенетам. Снова в Кумах. Пер. Г.Кружкова// Английская поэзия в русских переводах. XX век. М.: Радуга, 1984, с.570-573.
- Орфей и Эвридика.

## Признание
Член Королевского литературного общества Великобритании, Американской академии искусств и наук (1996), лауреат Готорнденской (1969) и Уитбредовской (1971) премий, Большой премии Международного поэтического Биеннале (Бельгия, 2003). В 2012 получил рыцарское звание (рыцарь-бакалавр).
Стихи Д. Хилла переведены на французский, немецкий, итальянский, испанский, шведский, польский, чешский, словенский и др. языки.